# Ван Мэн (писатель)
Ван Мэн (кит. упр. 王蒙; род. 15 октября 1934, Пекин) — китайский писатель, бывший министр культуры КНР. Народный артист Китая (2019).

## Биография
Из интеллигентной семьи. 
В 1948 вступил в подпольную организацию коммунистической партии Китая. 
В 1955 году начал публиковаться в журналах (рассказ «Фасолинка» — 《小豆兒》). В 1956 году рассказ «Новичок в орготделе»（《组织部新来的青年人》) принёс ему всекитайскую известность. 
В 1957 году был объявлен «правым», исключён из партии и направлен на «трудовое перевоспитание». Реабилитирован в 1978 году .
Опубликованные в 1979—1980 годах рассказы и повести «Весенние голоса»（《春之声》), «Грезы о море» （《海的梦》), «Взгляд в ночь» (《夜的眼》), «Компривет» (《布礼》) и другие произведения, использовавшие элементы «потока сознания», вызвали в печати как поддержку «нового стиля», так и осуждения за «отход от традиций». Ван Мэн активно печатается (к 2003 в КНР и за рубежом вышло 155 отдельных изданий его произведений, в том числе во Франции, Японии, Германии, Италии, США, России). 
В 1985—2003 годах был членом ЦК КПК.
В 1986—1989 годах занимал пост министра культуры КНР. 
В настоящее время является заместителем председателя Союза китайских писателей (с 1985 года), заместителем председателя китайского ПЕН-клуба, ректором Института литературы университета Хайян.

## Литературное творчество
Издательство «Жэньминь вэньсюэ» выпустило «Собрание сочинений Ван Мэна» в 23 томах.
Наиболее крупные работы — романы «Да здравствует юность» (《青春万岁》,1979), «Метаморфозы, или Игра в складные картинки» (《活动变人形》), «Тетралогия сезонов» (“季节系列” ), куда входят романы «Сезон любви»《恋爱的季节》(1992), «Сезон утрат»《失态的季节》(1994), «Сезон метаний»《踌躇的季节》(1995), «Сезон карнавала»《狂欢的季节》(1999)); а также повести «Чалый», «Компривет», «Гладь озера», "Мотылек" (《蝴蝶》,1980).

## Переводы на русский
- Ван Мэн Ночью в большом городе / ж-л «Иностранная литература» № 11 за 1981 год;
- Ван Мэн Новичок в орготделе / Пер. В. Сорокина // Люди и оборотни — М.: Прогресс, 1982 — 25-62 стр.;
- Ван Мэн Весенние голоса. Грёзы о море // Современная китайская проза — М.: Известия, 1984;
- Ван Мэн Чалый / Пер. С. Торопцева // Средний возраст — М., 1985 — с. 25-62;
- Ван Мэн Рассказы[5] / пер.: С. Торопцев // Иностранная литература № 9 — М.: Известия, 1986;
- Ван Мэн Избранное[6] / Составитель: С. Торопцев — М.: Радуга, 1988 — 683 с. — ISBN 5-05-002236-3;
- Ван Мэн Зимние пересуды / Пер. С. Торопцев // Современная новелла Китая — М.: Художественная литература, 1988 — с. 22-29 — ISBN 5-280-00474-X;
- Ван Мэн Несбывшееся. Фейерверк. Ищем озеро / Перевод С. Торопцева // Азия и Африка сегодня, 1998, № 4. — с.74-77;
- Ван Мэн Следы на склоне, ведущие вверх. Проза / Сост., пер. и послесл. С. Торопцева — М.: Едиториал УРСС, 2004 — ISBN 5-354-00902-2;
- Ван Мэн Мертвеющие корни самшита (повесть) / Перевод С. Торопцева // ж-л "Иностранная литература" № 5 — 2004[7];
- Ван Мэн Художественная проза[8]. Очерки и эссе[9] // Китайские метаморфозы: современная китайская художественная проза и эссеистика / Сост. Д. Н. Воскресенский — М.: Восточная литература, 2007 — с. 17-78, 418-421 —ISBN 978-5-02-036318-2;
- Ван Мэн Метаморфозы, или Игра в складные картинки — Из-во "Восточная литература", 2014 — ISBN 978-5-9905680-1-3.

## Достижения
Неоднократно награждался премиями за лучший рассказ.
В 2002 году в КНР был создан Институт изучения творчества Ван Мэна. Особая роль Ван Мэна в культуре и обществ, жизни Китая была зафиксирована на международной конференции, организованной министерствами культуры и образования, Союзом китайских писателей и университетом Хайян в сентябре 2003 года к 50-летию творческой деятельности Ван Мэна.
В ноябре 2004 года Ван Мэну в Институте Дальнего Востока РАН был вручён диплом Почетного доктора.